# Нотия
Но́тия (греч. Νότια), также Нынта (мегл. Nânti, Nânta) — деревня в Греции, у границы с Северной Македонией, в исторической области Меглен (Моглена). Расположена на высоте 607 м над уровнем моря, у истоков реки Могленицас, у подножья горы Дзена (2067 м), на южных склонах хребта Кожуф, к востоку от гор Ворас, к северу от гор Пайкон, к северо-востоку от города Аридея. Административно относится к общине Алмопия в периферийной единице Пела в периферии Центральная Македония. Население 309 человек по переписи 2011 года.

## История
Археологические находки подтверждают многовековую историю деревни Нотия. В Нотия найдены Imago clipeata римской эпохи с изображением семьи из четырёх человек, мраморный барельеф с поминальным ужином внизу и тремя фигурами вверху, одна из которых сидит на троне, часть статуи эллинистического времени, монета с изображением Александра Македонского. Также были обнаружены старинные мраморные архитектурные элементы, использованные при постройке двух бывших мечетей деревни.
В период османского владычества деревню посетили многие известные путешественники. Первым был французский археолог Альфред де ла Кулонш (Alfred de La Coulonche, 1826—1914), который отождествил деревню с крепостью Энотия (Енотия, Ενώτια), захваченной византийским императором Василием II Болгаробойцей во время войны с царём Болгарии Самуилом в первые годы XI века. Крепость Энотия впервые упоминается византийским летописцем Георгием Кедриным в описании осады Могленской крепости: «Была взята и другая крепость под названием Энотия, соседствующая с Могленом». Император и историк Иоанн VI Кантакузин писал, что после завоевания Эдесы сербским правителем Душаном в 1350 году, ему сдались и окружающие византийские крепости, включая Нотию. На крутом холме называемом «Кастри» (Καστρί) выше деревни сохранилась разрушенная линия укреплений, которая считается упомянутой византийской крепостью.
В Нотии живут меглениты. В XVII веке при османском владычестве меглениты Нотии были обращены в ислам.
До 1940 года название писалось как Νώτια.

## Сообщество
Сообщество Нотия (Κοινότητα Νώτιας) создано в 1919 году (ΦΕΚ 80Α). В 1940 году название изменено на Κοινότητα Νοτίας. В сообщество входит деревня Аэтохорион. Население 334 человек по переписи 2011 года. Площадь 106,481 квадратных километров.
| Населённый пункт | Население (2011), человек |
| ---------------- | ------------------------- |
| Аэтохорион       | 25                        |
| Нотия            | 309                       |

## Население
| Год  | Население, человек |
| ---- | ------------------ |
| 1991 | 352                |
| 2001 | 369                |
| 2011 | ↘ 309              |